# Svenska mästerskapen i längdskidåkning 1968
Svenska mästerskapen i längdskidåkning 1968 arrangerades i Kiruna.

## Medaljörer, resultat

### Herrar
| Gren              | Guld                                                       | Guld                                                       | Silver            | Silver    | Brons            | Brons       |
| 15 km             | Bjarne Andersson                                           | IFK Mora                                                   | Per-Erik Eriksson | Åsarna IK | Bruno Åvik       | Sälen       |
| 30 km             | Ragnar Persson                                             | Föllinge IK                                                | Lars-Göran Åslund | Åsarna IK | Algot Fjällström | Lycksele IF |
| 50 km             | Jan Halvarsson                                             | Föllinge IK                                                | Assar Rönnlund    | IFK Umeå  | Kjell Lidh       | Sunnemo IF  |
| Stafett 3 x 10 km | IFK Mora (Lennart Olsson, Bjarne Andersson, Karl-Åke Asph) | IFK Mora (Lennart Olsson, Bjarne Andersson, Karl-Åke Asph) |                   |           |                  |             |
| Lagtävling 15 km  | IFK Mora                                                   | IFK Mora                                                   |                   |           |                  |             |
| Lagtävling 30 km  | Lycksele IF                                                | Lycksele IF                                                |                   |           |                  |             |
| Lagtävling 50 km  | IFK Umeå                                                   | IFK Umeå                                                   |                   |           |                  |             |

### Damer
| Gren             | Guld                                                                   | Guld                                                                   | Silver            | Silver        | Brons            | Brons      |
| 5 km             | Toini Gustafsson                                                       | Skellefteå SK                                                          | Barbro Martinsson | Skellefteå SK | Britt Strandberg | Edsbyns IF |
| 10 km            | Barbro Martinsson                                                      | Skellefteå SK                                                          | Toini Gustafsson  | Skellefteå SK | Lilian Ohlsson   | Offerdal   |
| Stafett 3 x 5 km | Skellefteå SK (Toini Gustafsson, Ingrid Martinsson, Barbro Martinsson) | Skellefteå SK (Toini Gustafsson, Ingrid Martinsson, Barbro Martinsson) |                   |               |                  |            |
| Lagtävling 5 km  | Skellefteå SK                                                          | Skellefteå SK                                                          |                   |               |                  |            |
| Lagtävling 10 km | Skellefteå SK                                                          | Skellefteå SK                                                          |                   |               |                  |            |

### Webbkällor
- Svenska Skidförbundet